# The Big Bang (film 2011)
The Big Bang è un film del 2010 diretto da Tony Krantz.

## Trama
Una notte, nel suo ufficio di Los Angeles, l'investigatore privato Ned Cruz riceve la visita di Anton Protopov, un ex pugile la cui carriera sportiva è stata stroncata quando, pagato per perdere un incontro di boxe, non aveva saputo resistere dall’uccidere a pugni il suo avversario, nipote nientemeno di Skinny, il magnate russo che aveva truccato la sfida. Anton, dopo cinque anni di galera per il misterioso omicidio dello stesso Skinny, periodo in cui ha avuto una relazione epistolare con una giovane chiamata Lexie, vuole conoscerla dal vivo ma l'indirizzo a cui inviava le lettere risulta inesistente; chiede così aiuto al detective.
Accettato l’incarico, Ned percorre una strada che lo porta tra night club e set di film porno ma non cava un ragno dal buco; successivamente, mentre le persone con cui ha parlato finora vengono barbaramente uccise, risale alla casella postale indicata dalla fantomatica ragazza a chi doveva recapitarle le lettere e finisce in New Mexico dove conosce prima la bella cameriera Fay e poi l’eccentrico miliardario Simon Krestral e il suo fido assistente, il fisico Niels Geck, i quali stanno mettendo a punto un colossale esperimento che possa ricreare un piccolo Big Bang nel deserto. Ned, controllando, grazie a Fay, i video di sorveglianza del bar che cura anche il servizio di corrispondenza della zona, identifica inizialmente Lexie in Julie, la moglie di Simon, ma proprio mentre Anton si palesa a casa Krestral dopo aver seguito a distanza Ned, quest’ultimo irrompe in una camera dove trova Niels vestito da donna: era lui a scrivere all’ex pugile perché oberato di lavoro e desideroso di evasione. Anton non accetta la realtà dei fatti: tra i due scoppia un violento scontro e si uccidono a vicenda. 
Ned viene intanto raggiunto e malmenato da Poley, Skeres e Frizer, tre rudi poliziotti che presto si rivelano interessati non tanto all’andamento degli eventi quanto ai diamanti di guerra con cui Anton era stato pagato da Skinny per l’incontro truccato. Seguendo a distanza Anton e quindi il detective, avevano eliminato anni prima il magnate russo e di recente ogni persona con cui Ned aveva parlato e che avrebbe potuto sapere delle pietre preziose. L'investigatore ha un’illuminazione quando rinviene il prezioso bottino nella teca del geco di Niels, che quindi lo aveva ricevuto dallo stesso Anton, e spinge i tre poliziotti nel deserto dove riesce infine a sopraffarli e ucciderli. Subito dopo Simon Krestral attua il suo esperimento facendo saltare in aria se stesso col suo laboratorio e una buona porzione di lande desolate, ma Ned riesce a scappare in tempo con Julie, Fay... e i diamanti.

## Distribuzione
In Italia, dov'è uscito direttamente in home video, è conosciuto anche col titolo Dirty Diamonds .